# Joe Martin Stage Race
Das Joe Martin Stage Race ist ein Etappenrennen in den USA im Bundesstaat Arkansas. Es wird in Erinnerung an Joe Martin, den ehemaligen Renndirektor dieses Rennens, um die Stadt Fayetteville ausgefahren.
Das Männerrennen wurde seit 1996 zunächst im Rahmen des US-Radsportkalenders ausgetragen und ist seit 2015 Teil der UCI America Tour und dort in der UCI-Kategorie 2.2 eingestuft. Der Rekordsieger ist Rory Sutherland aus Australien, der das Rennen dreimal gewinnen konnte. Das Frauenrennen wurde von 2003 bis 2010 ebenfalls als nationales Etappenrennen veranstaltet und war 2015 Teil des UCI-Straßenradsportkalenders der Frauen in Kategorie 2.2.
2024 wurde das Rennen aus finanziellen Gründen abgesagt mit der Absicht, es 2025 erneut auszurichten.

## Palmarès der Männer
| Jahr | Sieger             | Zweiter            | Dritter            |          |
| ---- | ------------------ | ------------------ | ------------------ | -------- |
| 1996 | Thurlow Rogers     |                    |                    |          |
| 1997 | Kevin Ross         |                    |                    |          |
| 1998 | Shane Thellman     |                    |                    |          |
| 1999 | John Matthews      |                    |                    |          |
| 2000 | Erin Hartwell      |                    |                    |          |
| 2001 | Steven Cate        |                    |                    |          |
| 2002 | Gustavo Carrillo   |                    |                    |          |
| 2003 | Jason McCartney    | Eric Wohlberg      | Benjamin Brooks    |          |
| 2004 | Adam Bergman       | Peter Fairbanks    | Benjamin Brooks    |          |
| 2005 | Scott Moninger     | Karl Menzies       | Benjamin Brooks    |          |
| 2006 | Gordon Fraser      | Ivan Stević        | Scott Moninger     |          |
| 2007 | Rory Sutherland    | Ivan Stević        | Chris Baldwin      |          |
| 2008 | Rory Sutherland    | Anthony Colby      | Bernard Van Ulden  |          |
| 2009 | Rory Sutherland    | Ben Jacques-Maynes | Jeremy Vennell     |          |
| 2010 | Luis Romero Amarán | Ben Jacques-Maynes | Jeremy Vennell     |          |
| 2011 | Frank Pipp         | Jeremy Vennell     | César Grajales     |          |
| 2012 | Francisco Mancebo  | Shawn Milne        | César Grajales     |          |
| 2013 | Chad Haga          | Francisco Mancebo  | Julian Kyer        |          |
| 2014 | Ian Crane          | Ryan Roth          | Ben Jacques-Maynes |          |
| 2015 | John Murphy        | Grégory Brenes     | Robinson Chalapud  |          |
| 2016 | Neilson Powless    | Nigel Ellsay       | Janier Acevedo     |          |
| 2017 | Robin Carpenter    | Adam de Vos        | Gavin Mannion      |          |
| 2018 | Rubén Companioni   | Brendan Rhim       | Lionel Mawditt     |          |
| 2019 | Stephen Bassett    | James Piccoli      | Alex Hoehn         |          |
| 2020 | abgesagt           | abgesagt           | abgesagt           | abgesagt |
| 2021 | Tyler Williams     | Gage Hecht         | Óscar Sevilla      |          |
| 2022 | Jonathan Clarke    | Noah Granigan      | Tyler Stites       |          |
| 2023 | Riley Sheehan      | Tyler Stites       | Kyle Murphy        |          |

## Palmarès der Frauen
| Jahr | Sieger                 | Zweiter              | Dritter            |          |
| ---- | ---------------------- | -------------------- | ------------------ | -------- |
| 1996 | Julie Hudetz           |                      |                    |          |
| 1997 | Catherine Wahlberg     |                      |                    |          |
| 1998 | Lisa Klein             |                      |                    |          |
| 1999 | Andrea Ratkovic-Bowman |                      |                    |          |
| 2000 | Ary McLauvin           |                      |                    |          |
| 2001 | Anke Erlank            |                      |                    |          |
| 2002 | Lynn Gaggioli          |                      |                    |          |
| 2003 | Lynn Gaggioli          | Sue Palmer-Komar     | Amy Moore          |          |
| 2004 | Lynn Gaggioli          | Kori Kelley Seehafer | Katrina Berger     |          |
| 2005 | Lynn Gaggioli          | Grace Fleury         | Dotsie Bausch      |          |
| 2006 | Erinne Willock         | Alisha Lion          | Dotsie Bausch      |          |
| 2007 | Katharine Carroll      | Alex Wrubleski       | Katheryn Curi      |          |
| 2008 | Robin Farina           | Catherine Cheatley   | Laura Van Gilder   |          |
| 2009 | Alison Powers          | Katheryn Curi        | Katharine Carroll  |          |
| 2010 | Alison Powers          | Katheryn Curi        | Amanda Miller      |          |
| 2011 | Janel Holcomb          | Megan Guarnier       | Lex Albrecht       |          |
| 2012 | Jade Wilcoxson         | Carmen Small         | Kathryn Donovan    |          |
| 2013 | Claudia Häusler        | Alison Powers        | Lauren Stephens    |          |
| 2014 | Lauren Stephens        | Laura Brown          | Joanne Kiesanowski |          |
| 2015 | Lauren Stephens        | Scotti Lechuga       | Amber Neben        |          |
| 2016 | Coryn Rivera           | Linda Villumsen      | Lauren Stephens    |          |
| 2017 | Ruth Edwards           | Lauren Stephens      | Claire Rose        |          |
| 2018 | Katie Hall             | Sara Bergen          | Leah Thomas        |          |
| 2019 | Chloé Dygert           | Shannon Malseed      | Sara Bergen        |          |
| 2020 | abgesagt               | abgesagt             | abgesagt           | abgesagt |
| 2021 | Skylar Schneider       | Veronica Ewers       | Heidi Franz        |          |
| 2022 | Emma Langley           | Austin Killips       | Heidi Franz        |          |
| 2023 | Lauren Stephens        | Emily Ehrlich        | Emilie Fortin      |          |
| 2024 | abgesagt               | abgesagt             | abgesagt           | abgesagt |